# Rosa beggeriana
Rosa beggeriana är en rosväxtart som beskrevs av Alexander Gustav von Schrenk. Rosa beggeriana ingår i släktet rosor, och familjen rosväxter. Utöver nominatformen finns också underarten R. b. liouii.

## Bildgalleri

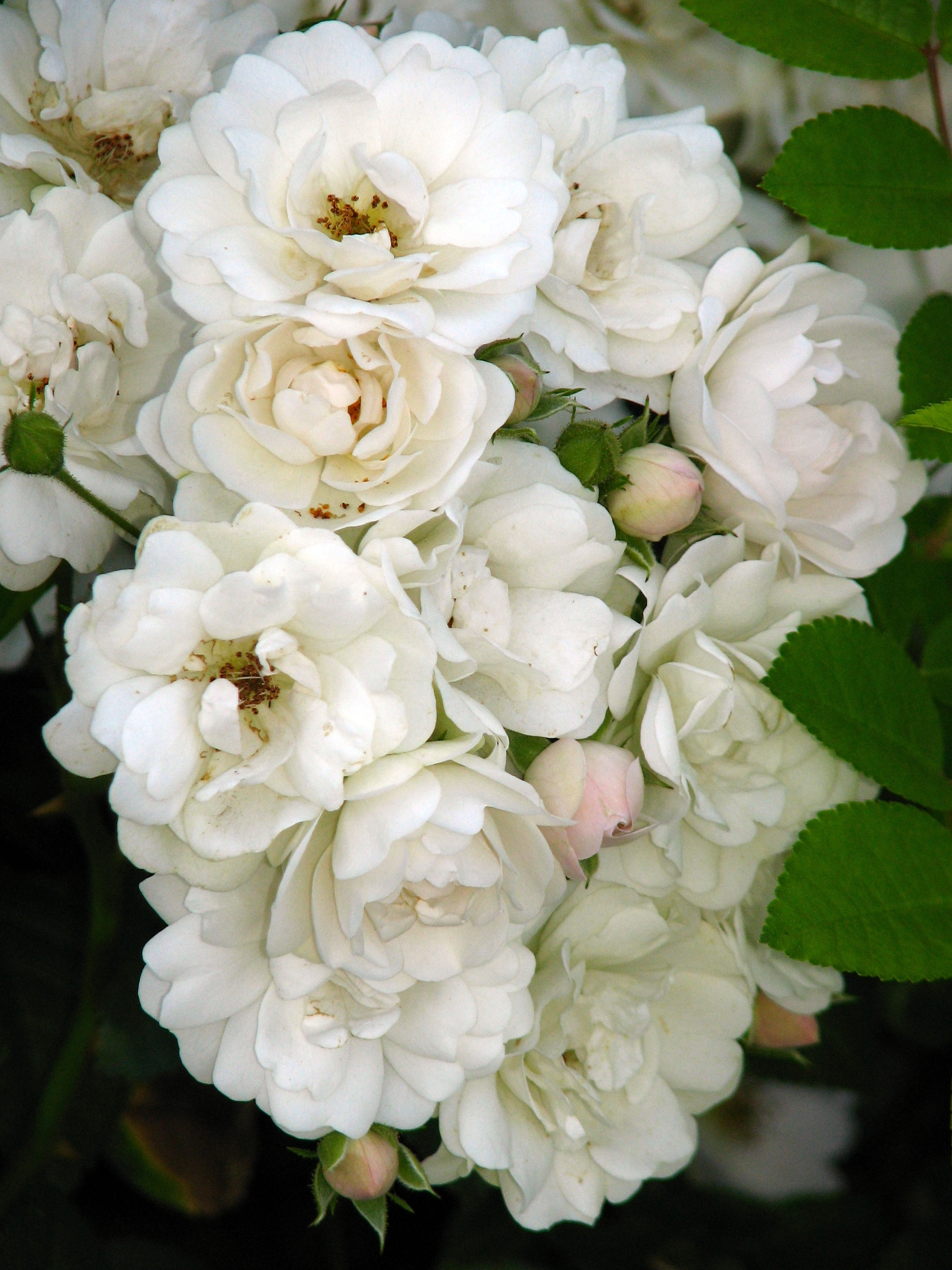